# Meteorologie
Meteorologie (altgriechisch μετεωρολογία meteōrología „Untersuchung der überirdischen Dinge“ oder „Untersuchung der Himmelskörper“) ist die Lehre der physikalischen und chemischen Vorgänge in der Atmosphäre und beinhaltet auch deren bekannteste Anwendungsgebiete – die Wettervorhersage und die Klimatologie, also die Wetterkunde.
Über die Atmosphärenphysik, die Klimaforschung und die Verbesserung der Methoden zur Wettervorhersage hinausgehend untersucht die Meteorologie also auch chemische Prozesse (z. B. Ozonbildung, Treibhausgase) in der Lufthülle und beobachtet atmosphärische Himmelserscheinungen. Sie wird zu den Geowissenschaften gezählt und ist an den Universitäten (siehe Meteorologiestudium) oft den Instituten für Geophysik bzw. der jeweiligen Fakultät für Physik angegliedert.
Meteorologe ist kein geschützter Begriff und jeder, der sich mit dem Wetter beschäftigt, kann sich so nennen. 

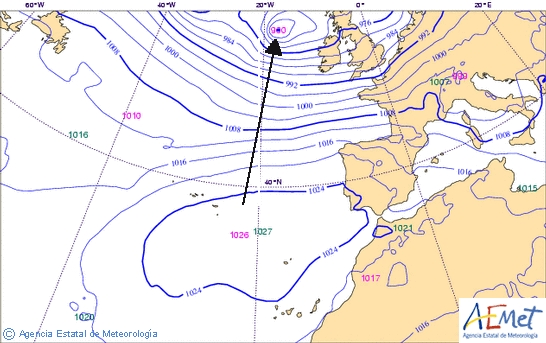
Wetterkarte: Hoch- und Tiefdruckgebiet über dem Atlantik

## Geschichte der Meteorologie

### Ursprünge
Wetterbeobachtung war schon für die als Nomaden lebenden Menschen von Interesse, um die Wanderbewegungen der Beute- oder Herdentiere oder günstiges Wetter für längere Sammelausflüge einschätzen zu können. Beobachtung und Aufzeichnung des lokalen Wetters ist für Bauern eine wichtige Grundlage für grundlegende Entscheidungen: Wann sät man, wann erntet man?
- Je früher man sät, desto länger die mögliche Vegetationsperiode bis zur Ernte; bei früherem Säen drohen aber zugleich Einbußen durch Wettereinwirkungen auf die junge Saat.
- Je später man erntet, desto größer der Ertrag. Gleichwohl kann es besser sein, die Ernte etwas früher einzubringen, z. B. um sie vor einem nahenden Unwetter oder einer Schlechtwetterperiode in Sicherheit zu bringen

Meteorologische Beobachtungen unternahm auch der Naturforscher und Philosoph Theophrastos von Eresos im 3. Jahrhundert v. Chr.
Wetterbeobachtung und -forschung kann auch militärischen Zwecken dienen. Beispielsweise war für Seeschlachten eine zutreffende Prognose von Windrichtung und -stärke nützlich (manchmal sogar entscheidend).
Die Entdeckung Amerikas 1492 war der Auftakt für das Zeitalter der Entdeckungen. Der zunehmende interkontinentale Schiffsverkehr brachte viele neue Erkenntnisse über Wetterphänomene. Auf den Schiffen wurde das Wetter detailliert beobachtet und im Logbuch aufgezeichnet.
Frühe theoretische Ansätze lieferte Albertus Magnus: In seiner Abhandlung De natura locorum beschrieb er die Abhängigkeit der Eigenschaften eines Ortes von seiner geografischen Lage. Solche Ansätze wirkten weiter, zum Beispiel schrieb der Wiener Astronom Georg Tannstetter 1514 eine kurze Darlegung der theoretischen Klimatologie.
Eine erste Revolution in der Wetterkunde setzte zwischen 1880 und 1900 ein, als die meteorologischen Dienste einzelner Staaten ihre Wetterdaten mittels drahtgebundener und drahtloser Telegrafie austauschen konnten und so ein zeitnaher Datenvergleich möglich wurde. Dadurch konnten erstmals synoptische Wetterkarten erscheinen. Basis dafür war die genaue Dokumentation in Beobachtungsbüchern oder -tabellen und die Erforschung statistischer Korrelationen.

### 20. Jahrhundert
Nach der Erfindung von Luftfahrzeugen (die erste Montgolfière fuhr 1783) konnte man mit Wetterballonen das Wetter in den unteren Luftschichten besser erforschen (siehe auch Chronologie der Luftfahrt).
Seit der Erfindung des Motorflugs in den 1900er Jahren nahm die Bedeutung der Wetterforschung zu. Flugzeuge wurden zu wichtigen Forschungsgegenständen, mit denen man Wetter (z. B. „Wolken von oben“) großräumig beobachten bzw. fotografieren und Wetterdaten messen konnte. Mit dem Ersten Weltkrieg entwickelte sich die Flugzeugtechnik enorm weiter
(z. B. maximale Flughöhe, Reichweite, Geschwindigkeit).
Im Zweiten Weltkrieg wurde das in den 1930er Jahren entwickelte Radar eingesetzt. Spezielle Wetterradare ermöglichte die Gewinnung neuartiger Wetterbeobachtungsdaten (auch bei Nacht und Nebel). So unterhielt die Wehrmacht von 1941 bis 1945 Wetterstationen in der Arktis.
Bald nach dem Krieg begann der Kalte Krieg; er dauerte bis 1990 (Zerfall der Sowjetunion und des Ostblocks). Viele Länder unternahmen große Anstrengungen zur Erforschung des Wetters (z. B. das US-Projekt „Thunderstorm“). Außerdem entwickelte und baute man Aufklärungsflugzeuge, die so hoch fliegen konnten, dass sie damals von gegnerischen Bodenraketen nicht erreicht werden konnten. Das Spionageflugzeug Lockheed SR-71 hatte eine Dienstgipfelhöhe von 24.385 Metern.
Die Wetterforschung in großen Höhen diente vor allem der Raumfahrt, insbesondere der bemannten Raumfahrt (siehe auch der Wettlauf ins Weltall im Kalten Krieg) und der Entwicklung von Interkontinentalraketen.
Ein wesentlicher Meilenstein für die Wetterforschung war der Einsatz von Wettersatelliten. Der erste wurde 1960 gestartet. Von 1960 bis 1966 starteten die USA insgesamt 10 TIROS-Satelliten. Von 1968 bis 1978 starteten sie acht (davon ein Fehlstart) NIMBUS-Satelliten. Sie hatten auch Infrarotkameras an Bord. Damit kann man – auch nachts – Wetterphänomene (z. B. Wolken) filmen und quantifizieren, wie viel Wärme erwärmte Teile der Erdoberfläche (Landmassen, in geringem Maße auch Wasserflächen) nachts ins Weltall abstrahlen (siehe Erde#Globaler Energiehaushalt). Die Satellitenmeteorologie gilt als eigenständiges Teilgebiet der Meteorologie.
Bekannte Wetterforscher waren z. B.
- Karl Ludwig Gronau (1742–1826)
- Wilhelm Jacob van Bebber (1841–1909)
- Ludwig Friedrich Kämtz (1801–1867)
- Karl Schneider-Carius (1896–1959)

### 21. Jahrhundert
Einen Quantensprung in der Wettervorhersage ermöglichen die rasanten Fortschritte in der Elektronischen Datenverarbeitung (auch EDV oder IT genannt) und die schnell wachsende Rechenleistung. Immer größere Datenmengen von immer mehr Messstationen werden verarbeitet. Die komplexen Algorithmen und Modelle, nach denen sie ausgewertet werden, erfordern leistungsstarke Rechenanlagen. Dadurch werden die Vorhersagen präziser und auch detaillierter in ihrer lokalen Auflösung.

## Allgemeines

Skalendiagramm typischer atmosphärischer Bewegungsformen

Zwar ist der Hauptfokus der Meteorologie auf die großskaligen dynamischen Prozesse innerhalb der heutigen Erdatmosphäre gerichtet, jedoch sind die im Rahmen eines besseren Verständnisses der Wetterdynamik entwickelten Modellvorstellungen desselben auch auf andere Systeme übertragbar.
Man zählt daher auch begrenzte Raumklimate bzw. Stadtklimate, extraterrestrische Atmosphären oder Atmosphären vergangener Erdzeitalter (Paläoklimatologie) zu den Studienobjekten der Meteorologie. Diese spielen jedoch meist nur in der Forschung eine größere Rolle, wo sie auch teilweise als „Spielwiese“ zur Verbesserung derjenigen Modelle dienen, die auch die derzeitige Erdatmosphäre beschreiben. Man versucht daher, durch genaue Beobachtungen der Erdatmosphäre eine gesicherte Datengrundlage auszubilden und gleichzeitig diese Daten für die Schaffung eines immer besseren Verständnisses meteorologischer Prozesse heranzuziehen.
Viele Methoden, Herangehensweisen und Ideen der dynamischen Meteorologie entspringen der allgemeinen Fluiddynamik und finden weitere Anwendung in Meereskunde, Geophysik und Ingenieurwissenschaft sowie in fast allen Umweltwissenschaften.
Die Meteorologie ist – abgesehen von der Wetterbeobachtung (Wetterkunde) – eine junge Wissenschaft. Sie besitzt einen außerordentlich interdisziplinären Anspruch, vereint also sehr viele verschiedene Wissenschaften in sich. Wissenschaftliche Fachgebiete, die von der Meteorologie genutzt oder berührt werden, sind:
- Physik (Fluiddynamik, Thermodynamik, Elektromagnetismus, Optik)
- Mathematik (Numerik, partielle Differentialgleichungen, Funktionalanalysis, Lineare Algebra)
- Informatik (Programmiersprachen, Algorithmik, Behandlung großer Datenmengen, Just-in-time-Verfahren, Visualisierung)
- Chemie (Ozonchemie, Stickstoffchemie, Kohlenstoffchemie)
- Geowissenschaften (Klimatologie, Paläoklimatologie, Glaziologie)
- Biologie (Climate Impact, Einfluss von Bewuchs auf Wetter/Klima)

Die Meteorologie lässt sich nach verschiedenen Richtungen unterteilen, wobei sich einige von ihnen stark überschneiden.
| nach Verfahren | nach räumlichen Gegebenheiten | nach angewandten Techniken |
| --- | ----------------------------- | -------------------------- |
| allgemeine Meteorologie | Aerologie                     | Satellitenmeteorologie     |
| theoretische Meteorologie | Aeronomie                     | Radar-Meteorologie         |
| dynamische Meteorologie | Grenzschicht-Meteorologie     | LIDAR-Meteorologie         |
| experimentelle Meteorologie | Mikrometeorologie             |                            |
| angewandte Meteorologie - Agrarmeteorologie - Biometeorologie - Energiemeteorologie - Flugmeteorologie - Hydrometeorologie - synoptische Meteorologie - technische Meteorologie | Maritime Meteorologie         |                            |
| angewandte Meteorologie - Agrarmeteorologie - Biometeorologie - Energiemeteorologie - Flugmeteorologie - Hydrometeorologie - synoptische Meteorologie - technische Meteorologie | Alpine Meteorologie           |                            |
| angewandte Meteorologie - Agrarmeteorologie - Biometeorologie - Energiemeteorologie - Flugmeteorologie - Hydrometeorologie - synoptische Meteorologie - technische Meteorologie | Glaziale Meteorologie         |                            |
| angewandte Meteorologie - Agrarmeteorologie - Biometeorologie - Energiemeteorologie - Flugmeteorologie - Hydrometeorologie - synoptische Meteorologie - technische Meteorologie | Polare Meteorologie           |                            |
| angewandte Meteorologie - Agrarmeteorologie - Biometeorologie - Energiemeteorologie - Flugmeteorologie - Hydrometeorologie - synoptische Meteorologie - technische Meteorologie | Mittelbreiten-Meteorologie    |                            |
| angewandte Meteorologie - Agrarmeteorologie - Biometeorologie - Energiemeteorologie - Flugmeteorologie - Hydrometeorologie - synoptische Meteorologie - technische Meteorologie | Tropische Meteorologie        |                            |

Diese Zusammenstellung ist nicht vollständig. Insbesondere beschäftigt sich die Meteorologie nicht nur mit der Troposphäre, also der untersten Schicht der Atmosphäre, sondern auch mit Stratosphäre und in beschränktem Umfang sogar mit Mesosphäre und Thermosphäre.

## Datenquellen und Datenqualität
Die wichtigste Aufgabe und zugleich das größte Problem der Meteorologie als empirischer Wissenschaft besteht in der Erfassung, Bearbeitung und insbesondere in der Bewertung und dem Vergleich von Daten. Im Unterschied zu anderen Naturwissenschaften kann man in der Meteorologie dabei nur für eine kleine Minderheit von Fragestellungen kontrollierbare Laborbedingungen herstellen. Meteorologische Datenerfassung ist daher in der Regel an die von der Natur vorgegebenen Rahmenbedingungen geknüpft, was die Reproduzierbarkeit von Messergebnissen einschränkt und insbesondere den Reduktionismus auf geschlossene, durch eine Messung beantwortbare, Fragestellungen erschwert.
Die wichtigsten Grundgrößen sind:
- Albedo
- Bewölkung
- Globalstrahlung
- Luftdichte
- Luftdruck
- Luftfeuchtigkeit (Taupunkt)
- Lufttemperatur
- Niederschlagsart
- Niederschlagsmenge
- Sichtweite

Anordnung der Wetterdaten

- Windgeschwindigkeit als Vektor (horizontal und vertikal) oder als
  - Windrichtung bzw. Hauptwindrichtung und
  - Windstärke (phänomenologisch)

Viele dieser Messwerte werden in Klimagärten erhoben.
Diese Größen werden in verschiedenen Standardformaten zum Datenaustausch bereitgestellt. In der Luftfahrt wird beispielsweise der Meteorological Aviation Routine Weather Report (METAR)-Code genutzt, für die Übertragung meteorologischer Daten von Landstationen der SYNOP FM12/13-Code, auf See gewonnene Daten werden mit dem Ship-Code verschlüsselt. Zur Klassifizierung der Ausprägung eines Parameters können unterschiedliche Hilfsmittel eingesetzt werden, für Wind beispielsweise kann die Beaufortskala oder die Sichtmarkentabelle einer Wetterstation dienen. Meteorologische Daten werden abhängig vom jeweiligen Status einer Wetterstation im Messnetz (als Klimastation, Niederschlagsmessstation oder synoptische Station) stündlich oder 2 bis 3 Mal am Tag (um 7 und 19 Uhr oder um 7, 12 und 19 Uhr) gewonnen und international ausgetauscht sowie national verarbeitet. Die Daten werden durch eine Vielzahl von meteorologischen Messgeräten erfasst, wobei die folgende Aufzählung nur die wichtigsten Beispiele aus dieser Vielfalt auflistet:

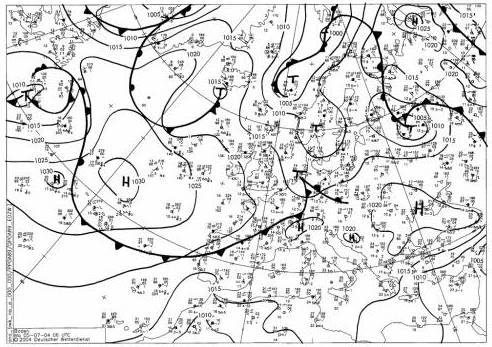
Wetterkarte mit Stationsdaten

- Aerograph (in Europa nicht üblich) oder der Anemograph bzw. Schreiber für Windrichtung und Windgeschwindigkeit
- Albedometer (Reflexstrahlungsmesser)
- Anemometer (Windgeschwindigkeit) bzw. Windsack (Windstärke/Windrichtung)
- Barometer bzw. Barograph (Luftdruckmesser bzw. Luftdruckschreiber)
- Hygrometer bzw. Hygrograph (Luftfeuchtigkeit bzw. Luftfeuchtigkeitsschreiber)
- Lysimeter (Versickerungs-Verdunstungs-Verhältnis → Evapotranspiration)
- Netradiometer/Netto Radiometer (Strahlungsbilanzmesser)
- Niederschlagsmesser bzw. Regenmesser/Ombrometer (Niederschlagsart/Niederschlagsmenge)
- Niederschlagsradar (Doppler-Radar)
- Pyranometer (Globalstrahlungssensor)
- SODAR (Windgeschwindigkeit/Windrichtung)
- Thermohygrograph (Temperatur/Luftfeuchtigkeitschreiber)
- Thermometer bzw. Thermograph (Temperatur bzw. Temperaturschreiber)
- Wettersatellit
- Windfahne (Windrichtung)

Aus der Vielzahl von Messgeräten, der Art der Messgrößen und den Zielen ihrer Verwendung ergeben sich zahlreiche Probleme.
Für die Messgröße Niederschlag beispielsweise sind verschiedene Messgeräte zur Erfassung von Regen, Tau, Schnee und Hagel weit verbreitet und praxiserprobt. Aus methodischen Gründen wird die Erfassung von flüssigem (Regen, Tau) und festem (Schnee, Hagel) Niederschlägen unterschieden und die Messgröße daher nach den erfassten Niederschlagsarten klassifiziert angegeben. Die Messgenauigkeit der marktgängigen Verfahren zur Bestimmung des flüssigen Niederschlages kann mit ca. 30 % angesetzt werden, die des festen Niederschlages ist nicht besser. Andere Hydrometeore werden durch Ansaugen einer Luftmenge oder durch die Ablagerung an Stäben erfasst und volumetrisch bestimmt.
Die Qualität der Niederschlagsmessungen wird in erster Linie durch die Parameter Wind, Lufttemperatur, Aufstellungshöhe über Grund, Verdunstung und Aufstellort beeinflusst. Die Frage ihrer Vergleichbarkeit beziehungsweise der notwendigen Korrekturen ist Gegenstand wissenschaftlicher Diskussionen; für verschiedenste Niederschlagsmesser sind bereits zahlreiche Vergleiche durchgeführt worden (siehe hierzu WMO bzw. CIMO).
Auch die Messung der anderen meteorologischen Größen ist mit ähnlichen, wenn auch geringeren Problemen behaftet: beispielsweise konnte lange Zeit die vertikale Komponente der Windgeschwindigkeit nicht richtig erfasst werden und auch heute noch ist die Messung vertikaler Gradienten sehr aufwändig. Man beschränkt sich daher auch meist auf Bodenmessungen, wobei man je nach Messgröße standardisierte Bodenabstände von meist zwei oder zehn Metern anwendet. Zu beachten ist hierbei, dass eine einzelne meteorologische Messung nahezu bedeutungslos ist und die Wetterdynamik in größeren Raumskalen nur durch eine Vielzahl von Messungen verstanden und prognostiziert werden kann. Diese Messungen müssen hierfür jedoch vergleichbar sein, weshalb die Normung und Standardisierung von Messgeräten und Messverfahren in der Meteorologie sehr wichtig ist, aufgrund vielfältiger praktischer Probleme jedoch nur bedingt umgesetzt werden kann. Man spricht daher auch von Messnetzen und der Einrichtung von Wetterstationen. Diese befolgen in der Regel die VDI-Richtlinie 3786 oder andere, teilweise weltweit durch die World Meteorological Organization standardisierte Richtlinien.
Zu einer räumlichen Vergleichbarkeit der Daten, die zur Wettervorhersage notwendig ist, kommt jedoch auch eine zeitliche Vergleichbarkeit, die unter anderem für Klimaprognosen eine entscheidende Rolle spielt. Wird die Entwicklung der Messgeräte und damit der Messgenauigkeit bei der Analyse teilweise sehr alter Daten nicht berücksichtigt, so sind diese Daten wissenschaftlich beinahe wertlos, weshalb weltweit oft veraltete und seit Jahrzehnten unveränderte Messgeräte noch sehr weit verbreitet sind. Auch ist dies eine Kostenfrage, denn es ist hier nicht immer sinnvoll, die modernsten und damit teuersten Messgeräte zu verwenden, da diese nur für einzelne Länder bzw. Institute bezahlbar sind. Zudem ist jeder Wechsel der Messapparatur mit einem Wechsel der Datenqualität verknüpft, was bei längeren und sehr wertvollen Messreihen von vielen Jahrzehnten bis wenigen Jahrhunderten leicht zu falsch postulierten bzw. interpretierten Trends führen kann. Es wird also oft zugunsten der Vergleichbarkeit auf eine höhere Genauigkeit verzichtet. Bei einer globalen Erwärmung von wenigen Grad Celsius sind diese sehr alten Daten meist wenig hilfreich, da schon ihr Messfehler in der Regel den Effekt dieser möglichen Temperaturänderungen übersteigt. Ein großer Teil der Argumente von sogenannten „Klimaskeptikern“ basiert auf dieser teilweise umstrittenen Datenlage, es existieren jedoch auch andere natürliche Klimaarchive mit wesentlich genaueren Daten über sehr lange Zeiträume. Mit der Diskussion um die Aussagekraft von Temperaturaufzeichnungen hat sich u. a. das BEST-Projekt an der Universität Berkeley beschäftigt.
Es ergibt sich also die Notwendigkeit, bedingt durch standortspezifische, personelle und messtechnische Faktoren, Messdaten kritisch zu hinterfragen und diese richtig einzuordnen. In der Meteorologie steht hierbei die räumliche Datenanalyse im Vordergrund, in der ansonsten eng verwandten Klimatologie spielt hingegen die zeitliche Datenanalyse (Zeitreihenanalyse) die Hauptrolle.

### Strahlungsmessung
Die Gewinnung von physikalischen Größen aus Messungen in verschiedenen Bereichen des elektromagnetischen Spektrums ist eine Herausforderung, die nur mit großem technischen Aufwand sowie durch Einsatz von Modellen gelingt.

### Satellitenmessung
Ein wichtiges Hilfsmittel für Meteorologen, speziell der Satellitenmeteorologie, bilden heutzutage die Satelliten, insbesondere die Wetter- und Umweltsatelliten. Man unterscheidet hierbei geostationäre Satelliten, die in einer Höhe von 36'000 km stationär über der Erde verankert sind, und Satelliten, die auf einem LEO in 400 bis 800 km die Erde umkreisen. Aufgrund der großflächigen Erfassung von Messdaten lassen sich mit Satelliten globale Zusammenhänge erfassen und damit letztendlich auch verstehen.
Nur mittels Satelliten ist es heutzutage möglich, Informationen in Form von Beobachtungen auf globaler Basis und täglich aufgelöst über die Atmosphäre zu erlangen. Insbesondere den Zustand und die Zusammensetzung der oberen Atmosphäre (Stratosphäre, Mesosphäre, Thermosphäre) kann man nur wirkungsvoll durch den Einsatz von Satelliten untersuchen.
Hohe räumliche und zeitliche Auflösung von Satellitendaten ist wünschenswert, da man dadurch in die Lage versetzt wird, effektiv Atmosphärenbestandteile und deren Änderung zu überwachen. Satellitendaten leisten beispielsweise bei der Überwachung der Entwicklung der Ozonlöcher wertvolle Dienste, indem man aus Satellitenmessungen direkt den Gehalt von Ozon pro Höhe und pro Tag sehr genau abschätzen kann. Viele andere atmosphärische Spurengase werden auf diese Weise überwacht (beispielsweise Methan, Kohlendioxid, Wasserdampf), aber auch Druck und Temperatur in der Atmosphäre können so sehr genau und räumlich exakt bestimmt werden. Die fortschreitende Entwicklung der Instrumente und der Trend zu kleinen hoch spezialisierten Satelliten macht es darüber hinaus möglich, auch anthropogen induzierte Störungen der Atmosphärenzusammensetzung zu verfolgen. Zusammen mit vor Ort durchgeführten Messungen (beispielsweise per Ballon) und Modellrechnungen ergibt sich so nach und nach ein immer geschlosseneres Bild des Zustandes der Erdatmosphäre.
Troposphärische Satellitendaten werden genutzt, um Erkenntnisse über Regionen zu erhalten, die keiner anderen Messmethode zugänglich sind. Ein Beispiel sind Niederschlagsschätzungen oder Windgeschwindigkeitsbestimmungen über den Ozeanen. Dort hat man kein enges Messnetz zur Verfügung und war lange Zeit auf großflächige Datenextrapolationen angewiesen, was selbst heute noch dazu führt, dass bei stark maritim geprägten Wetterlagen, beispielsweise an der Westküste Nordamerikas, wesentlich geringere Vorhersagequalitäten erreicht werden können als bei kontinental bestimmten Wetterlagen. Alle nicht satellitengestützten Datenerhebungen auf dem Ozean stammen hierbei aus Schiffs- oder Bojenmessungen beziehungsweise von Messstationen auf vereinzelten Inseln. Kenntnisse zu den Wetterverhältnissen über den Ozeanen können daher zu einer Verbesserung der Gesamtvorhersagen von Niederschlagsereignissen an Küsten führen. Dies ist gerade für vom Monsun betroffene Länder, wie Indien, eine lebenswichtige Information.
Satellitendaten werden, beispielsweise über die sogenannte Datenassimilierung, als Grundlage in der Klimatologie genutzt, um deren Modelle zu verbessern bzw. zu stützen und eine umfassende und gleichmäßige Datenerfassung zu ermöglichen.
Die Arbeit mit Satellitendaten erfordert weitreichende Kenntnisse in der Datenverarbeitung und der damit zusammengehörenden Technik und der Techniken (beispielsweise effiziente Programmierung). Große Datenmengen (heutzutage im Bereich von Terabytes) müssen empfangen, weitergeleitet, gespeichert, verarbeitet und archiviert werden.

### Modelle und Simulationen
Besonders in der Klimatologie (Klimamodell), aber auch in der Meteorologie (Numerische Wettervorhersage) und Fernerkundung spielen Modelle eine herausragende Rolle. Sie gewinnen ihre Bedeutung durch verschiedene Faktoren:
- Mit zunehmender Entwicklung der Messtechnik und dem steigenden Anspruch an Wettervorhersagen steigt auch die Datenmenge enorm an. Dadurch ist eine schriftliche Auswertung der Daten auf Wetterkarten nicht mehr ausreichend. Vereinfachte Modelle und Rechnersimulationen sind daher schneller, kostengünstiger und ermöglichen erst die umfangreiche Datenauswertung.
- Der Zeiträume, in denen viele Effekte, beispielsweise Meeresspiegelschwankungen, auftreten sind enorm lang und können nur mit Modellen simuliert werden. Sie sind nicht direkt beobachtbar und zudem existieren keine durchgehenden und qualitativ ausreichenden Messreihen für solche Zeiträume. Meteorologen haben also in der Regel kein Labor, in dem sie Messungen durchführen können, und sind daher auf theoretische Modelle angewiesen. Diese müssen daraufhin wiederum mit real beobachteten Effekten verglichen werden. Ausnahmen sind beispielsweise die Klimakammer AIDA des Forschungszentrums Karlsruhe und die Klimakammer am Forschungszentrum Jülich.

Das Design von Modellen ist ebenso eine Herausforderung, wie deren inhaltliche Gestaltung. Nur Modelle, welche die Natur möglichst adäquat beschreiben, sind in Forschung wie Praxis sinnvoll einsetzbar. Da solche Modelle wegen der Komplexität des modellierten Systems leicht ganze Rechenzentren beschäftigen können, ist eine effiziente Algorithmik, also die Natur vereinfachende statistische Annahme, ein wichtiger Punkt bei der Entwicklung der Modelle. Nur auf diese Weise können Rechenzeit und somit die Kosten überschaubar gehalten werden.
In den 1920er Jahren hat der Mathematiker Lewis Fry Richardson Methoden entwickelt, mit Hilfe derer die enorme Komplexität mathematischer meteorologischer Modelle angegangen werden konnten. Diese sind heute noch häufig die Grundlage meteorologischer Simulationen (Simulationsmodell) auf Supercomputern. Diese dienen daher auch nicht ohne Grund in sehr vielen Fällen zur Simulation der Wetter- bzw. Klimadynamik, wobei diese ihre Grenzen, trotz teilweise gigantischer Größendimensionen, schnell erreichen.
Es lassen sich verschiedene Arten von Atmosphärenmodellen grob unterscheiden: Strahlungstransfermodelle (bspw. KOPRA), Chemietransportmodelle (bspw. ECHAM) und dynamische Modelle. Der Trend geht jedoch zu integrierten Modellen oder „Weltmodellen“, die die gesamte Natur nachzeichnen (SIBERIA 2).
Bei der Verbesserung der Qualität der Modelle fließen, wie überall in der physikalischen Modellierung, sowohl statistische Verfahrensweisen als auch experimentelle Beobachtungen, neue Ideen usw. in das Verfahren ein. Ein bekanntes Beispiel hierfür ist die Entwicklung, die zur Erkenntnis geführt hat, dass die Veränderung von Spurengasmengen in der Atmosphäre (bspw. Kohlendioxid oder Ozon) zu einer „ungesunden“ Wärmeentwicklung der Biosphäre führen können (bspw. Treibhauseffekt, Abkühlung der Stratosphäre). Auch die Entdeckung des Ozonloches und die Verstärkung des Augenmerks der Wissenschaftler auf die damit zusammenhängende Atmosphärenchemie fällt in diese Kategorie.
Einfachstes meteorologisches Modell und zugleich die erste Bewährungsprobe für alle neuentwickelten Modelle zur Wettervorhersage ist die simple Übertragung des aktuellen Wetters auf die Zukunft. Es gilt hierbei der einfache Grundsatz eines konstanten Wetters, man nimmt also an, das Wetter des nächsten Tages wird dem des aktuellen Tages entsprechen. Dies wird als Persistenzprognose bezeichnet. Da Wetterlagen oft lange nahezu gleich bleibend sind, hat diese einfache Annahme bereits eine Erfolgswahrscheinlichkeit von circa 60 %.

## Wetterdaten
Um den Austausch von Wetterdaten (aktuell, historisch, prognostiziert) zu vereinfachen, hat die Weltorganisation für Meteorologie (WMO) das Datenformat GRIB, engl. GRIdded Binary, definiert.
Die Rechtslage ist ausgesprochen komplex (ebenso wie bei den Geoinformationen). Relevant ist vor allem das Urheberrecht und insbesondere das Datenbankschutzrecht, das sich auf Sammlungen von Wetterdaten bezieht (siehe Datenbankwerk). Es gibt allerdings auch europäische Richtlinien zur Weiterverwendung von Daten des öffentlichen Sektors (Public Sector Information, in Deutschland umgesetzt als Informationsweiterverwendungsgesetz) sowie zur Verbreitung von Umweltinformationen (in Deutschland umgesetzt als Umweltinformationsgesetz), die auf die Rechte an Wetterdaten und deren Verbreitung wirken.

## Behörden, Verbände, Firmen

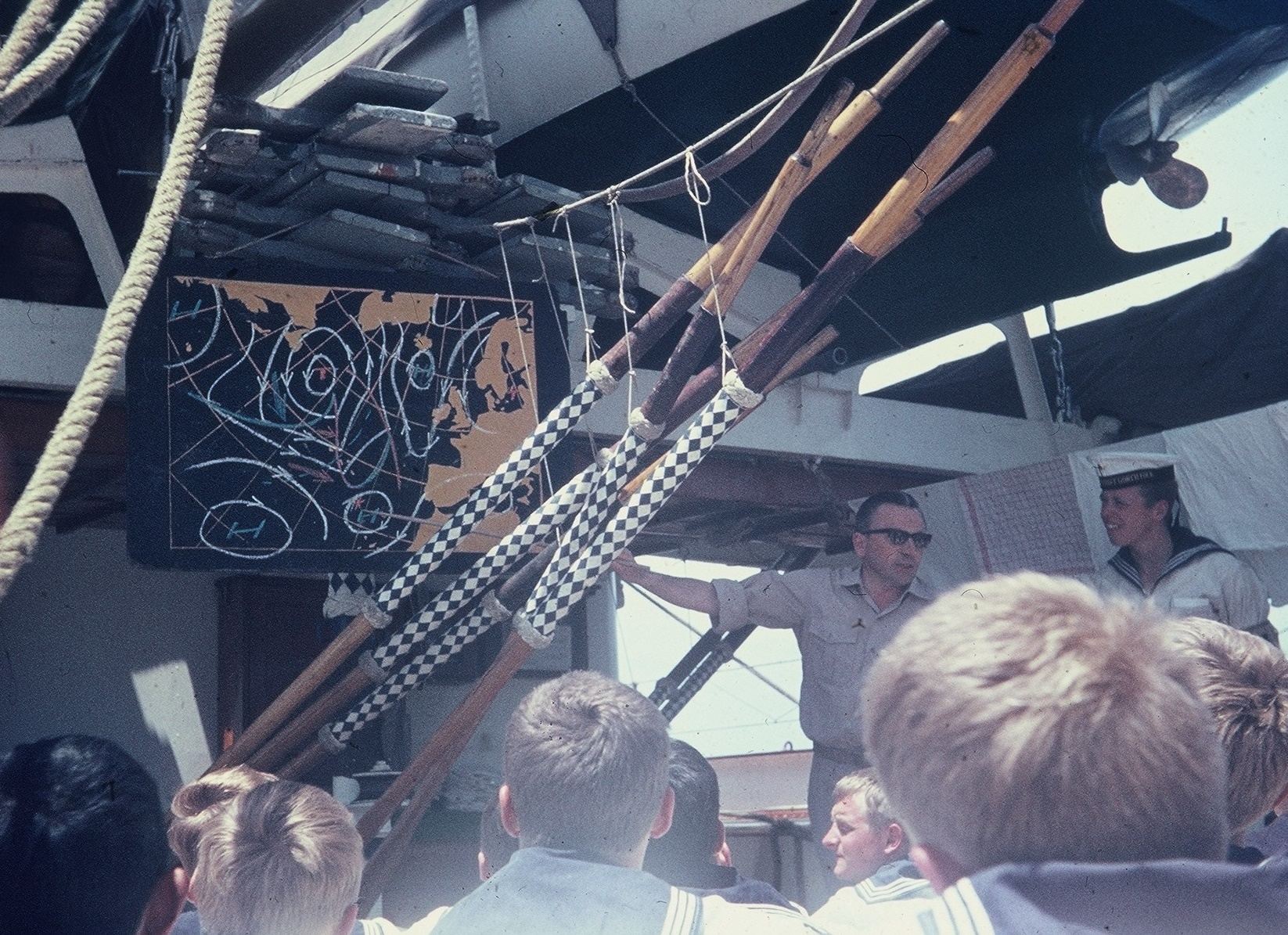
Unterricht des Bordmeteorologen auf der Gorch Fock (1968)

### Deutschland
- Deutsche Meteorologische Gesellschaft
- Deutscher Wetterdienst
- Verband Deutscher Wetterdienstleister (zahlreiche private Wetterdienste)
- Deutsches Zentrum für Luft- und Raumfahrt (Institut für Physik der Atmosphäre)

### Österreich
- Zentralanstalt für Meteorologie und Geodynamik
- Österreichische Gesellschaft für Meteorologie

### Schweiz
- MeteoSchweiz
- Schweizerische Gesellschaft für Meteorologie (SGM)
- MeteoNews
- Meteomedia

### USA
- American Meteorological Society
- National Center for Atmospheric Research
- National Oceanic and Atmospheric Administration

- National Severe Storms Laboratory
- National Weather Service
- Storm Prediction Center
- National Hurricane Center
- National Climatic Data Center

- American Geophysical Union

### Vereinigtes Königreich
- Royal Meteorological Society
- Met Office – Wetterdienst des Vereinigten Königreichs

### Dänemark
- Danmarks Meteorologiske Institut

### Frankreich
- Météo-France

### Irland
- Met Éireann

### Norwegen
- Meteorologisk Institutt

### Schweden
- Sveriges meteorologiska och hydrologiska institut

### Europa
- European Centre for Medium-Range Weather Forecasts
- EUMETSAT – European Organisation for the Exploitation of Meteorological Satellites

### International
- World Meteorological Organization
- International Association of Broadcast Meteorology
- World Data Center for Remote Sensing of the Atmosphere
- Internationale Union für Geodäsie und Geophysik

## Listen
- Themenliste Wetter und Klima
- Liste der Abkürzungen in der Meteorologie
- Meteorologische Ausdrücke in Deutsch, Englisch, Spanisch und Französisch.
- Kategorien Meteorologie, Meteorologen und meteorologisches Messgerät
- Liste von Wetterereignissen in Europa

### In deutscher Sprache
Lehrbücher
- Stefan Emeis: Meteorologie in Stichworten. Hirt’s Stichwortbücher. Borntraeger, Stuttgart 2000, ISBN 3-443-03108-0.
- Hans Häckel: Meteorologie (= UTB. Geowissenschaften, Agrarwissenschaften 1338). 8. Auflage. Ulmer, Stuttgart 2016, ISBN 978-3-8252-4603-7.
- Peter Hupfer, Wilhelm Kuttler: Witterung und Klima – Eine Einführung in die Meteorologie und Klimatologie. 12. Auflage. Teubner, Leipzig 2006, ISBN 3-8351-0096-3.
- Brigitte Klose, Heinz Klose: Meteorologie : Eine interdisziplinäre Einführung in die Physik der Atmosphäre. 3. Aufl. Springer Spektrum, Berlin 2016.
- Wilhelm Kuttler, Ewald Zmarsly, Hermann Pethe: Meteorologisch-klimatologisches Grundwissen. Eine Einführung mit Übungen, Aufgaben und Lösungen. Ulmer Verlag, Stuttgart 2002, ISBN 3-8252-2281-0.
- Wilhelm Lauer, Jörg Bendix: Klimatologie. 2. Auflage. Westermann, Braunschweig 2006, ISBN 3-14-160284-0.
- Wolfgang Weischet: Einführung in die allgemeine Klimatologie: physikalische und meteorologische Grundlagen. 6. Auflage. Borntraeger, Berlin 2002, ISBN 3-443-07123-6.

Sachbücher
- Bruce W. Atkinson: Das Buch zur Sache: Wetterforschung Analyse, Vorhersage und Beeinflussung des Wetters, Deutsche Verlagsanstalt, Stuttgart 1079
- Karl Schneider-Carius: Die Grundschicht der Troposphäre. Akademische Verlagsgesellschaft Geest und Portig, Leipzig 1953
- Karl Schneider-Carius: Wetterkunde, Wetterforschung: Geschichte ihrer Probleme und Erkenntnisse in Dokumenten aus drei Jahrtausenden. Orbis academicus, Verlag Karl Alber, Freiburg i. B./München 1954
- Jörg Kachelmann, Siegfried Schöpfer: Wie wird das Wetter? Rowohlt, Reinbek 2004, ISBN 3-498-06377-4.
- Hans Häckel: Klima & Wetterphänomene. Ulmer, Stuttgart 2007, ISBN 978-3-8001-5414-2.
- Günter D. Roth: Die BLV Wetterkunde. Das Standardwerk. BLV, München 2011, ISBN 978-3-8354-0842-5.

Aufsätze
- Johann Samuel Traugott Gehler, Heinrich Wilhelm Brandes: Meteorologie, in: Physikalisches Wörterbuch: Me – My, Band 6, Ausgabe 3, Schwicker, 1837 online
- Stefan Emeis: Das erste Jahrhundert deutschsprachiger meteorologischer Lehrbücher. In: Berichte zur Wissenschaftsgeschichte. Band 29 (2006),1, ISSN 0170-6233, S. 39–51, doi:10.1002/bewi.200401040.
- Paul Schlaak: 300 Jahre Wetterforschung in Berlin. Ihre Geschichte in Persönlichkeitsbildern, in: Jahrbuch „Der Bär von Berlin“, hrsg. v. Verein für die Geschichte Berlins, 25. Jahrgang, Berlin 1976.

### In Fremdsprachen
- Roger G. Barry, Richard J. Chorley: Atmosphere, Weather and Climate. 8. Auflage. Routledge, London 2003, ISBN 0-415-27170-3.
  - 9. Auflage 2009, ISBN 978-0-415-46570-0 (Taschenbuch)
- Harald Frater: Weather and Climate. Springer, Berlin 1999, ISBN 3-540-14667-9.
- Anton Wilhelm Goldbrunner: Meteorología. Servicio Meteorológico de las Fuerzas Armadas, Maracay Venezuela 1958.
- James R. Holton: Encyclopedia of Atmospheric Sciences. Academic Press, San Diego/London 2003, ISBN 0-12-227090-8.